# Pardosa manicata
Pardosa manicata là một loài nhện trong họ Lycosidae.
Loài này thuộc chi Pardosa. Pardosa manicata được Tord Tamerlan Teodor Thorell miêu tả năm 1899.